# 何大化 (耶稣会士)
何大化（葡萄牙語：António de Gouvea，1592年—1677年），字德川，葡萄牙人，耶稣会士。

## 生平
1592年出生於葡萄牙科英布拉戈維亞(Gouveia)，1620年就讀於埃武拉學院。1624年到達印度果亞，在果亞聖保祿學院教授文學。1630年抵達澳門，在澳門聖保祿學院學習漢語。1636年（明崇祯九年）進入中國大陸，前往杭州。1638年1月至1643年，被派往武昌傳教，時值明朝末年，武昌駐地被毀。1643年到福州传教。1666年因教案牽連，由福州被傳往北京。1667年與一眾耶穌會士被驅逐到廣州，任廣州駐地會長。1669年至1672年任耶稣会中国副省区会长，1672年耶穌會獲清廷平反，再度返回原駐地福州。1677年（清康熙十六年）于福州逝世，葬於福州城外十字山。

## 著作
- 《天主圣教蒙引要览》[2]
- 《远方亚洲》（手稿）[3]
- 《耶穌會中國副省區年報》(1636)
- 《耶穌會中國副省區年報》(1643)
- 《耶穌會中國副省區年報》(1644)
- 《耶穌會中國副省區年報》(1645)
- 《耶穌會中國副省區年報》(1646)
- 《耶穌會中國副省區年報》(1647)
- 《耶穌會中國副省區年報》(1648)
- 《耶穌會中國副省區年報》(1649)